# Contea di Monroe (Wisconsin)
La contea di Monroe (in inglese, Monroe County) è una contea dello Stato del Wisconsin, negli Stati Uniti. La popolazione al censimento del 2000 era di 40 899 abitanti. Il capoluogo di contea è Sparta.

## Comunità

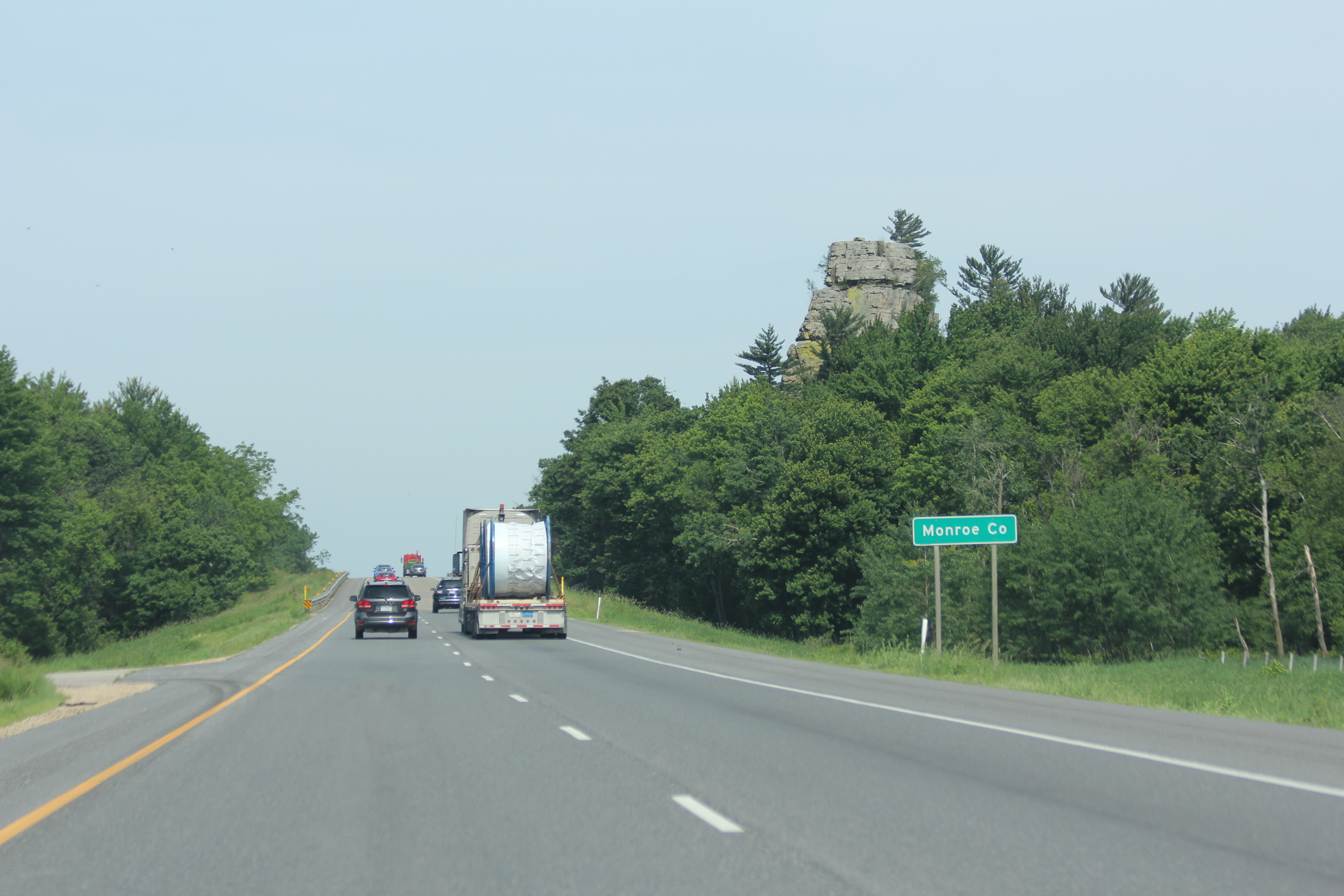
Contea di Monroe, segnale della Interstate 90

### Villaggi
- Cashton
- Kendall
- Melvina
- Norwalk
- Oakdale
- Warrens
- Wilton
- Wyeville

### Città
- Adrian
- Angelo
- Byron
- Clifton
- Glendale
- Grant
- Greenfield
- Jefferson
- La Grange
- Lafayette
- Leon
- Lincoln
- Little Falls
- New Lyme
- Oakdale
- Portland
- Ridgeville
- Scott
- Sheldon
- Sparta
- Tomah
- Wellington
- Wells
- Wilton

### Census-designated places
- Cataract
- Tunnel City

### Communità non incorporate
- Angelo
- Clifton
- Farmers Valley
- Four Corners
- Glendale
- Jacksonville
- Kirby
- Leon
- Norway Ridge
- Oil City
- Portland
- Raymore
- Ridgeville
- St. Mary's
- Scotts Junction
- Shennington
- Spring Bank Park
- Valley Junction